# Ospitaletto
Ospitaletto is een gemeente in de Italiaanse provincie Brescia (regio Lombardije) en telt 12.268 inwoners (31-12-2004). De oppervlakte bedraagt 8,5 km², de bevolkingsdichtheid is 1550 inwoners per km².
De volgende frazioni maken deel uit van de gemeente: Lovernato.

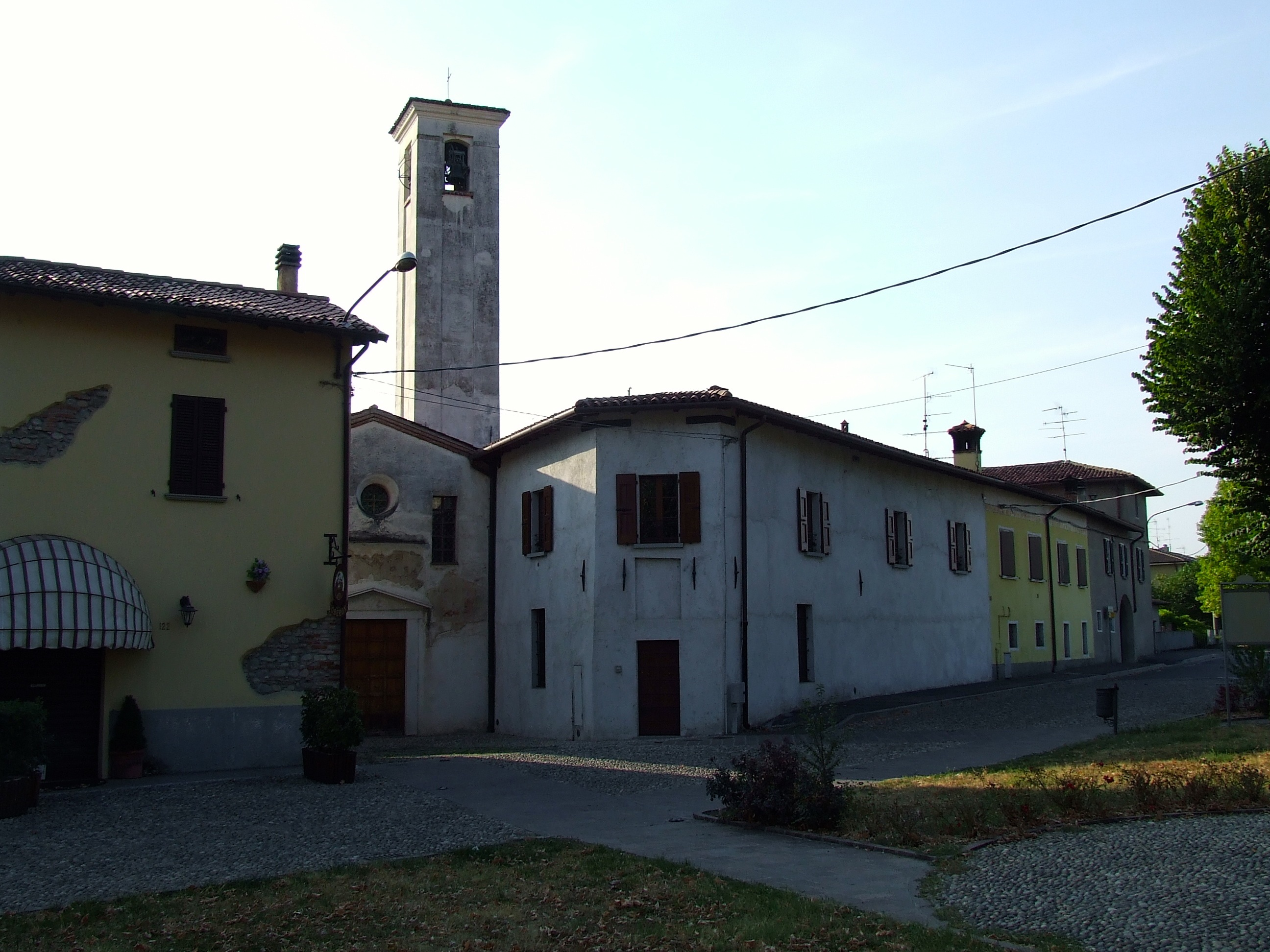
Frazione Lovernato
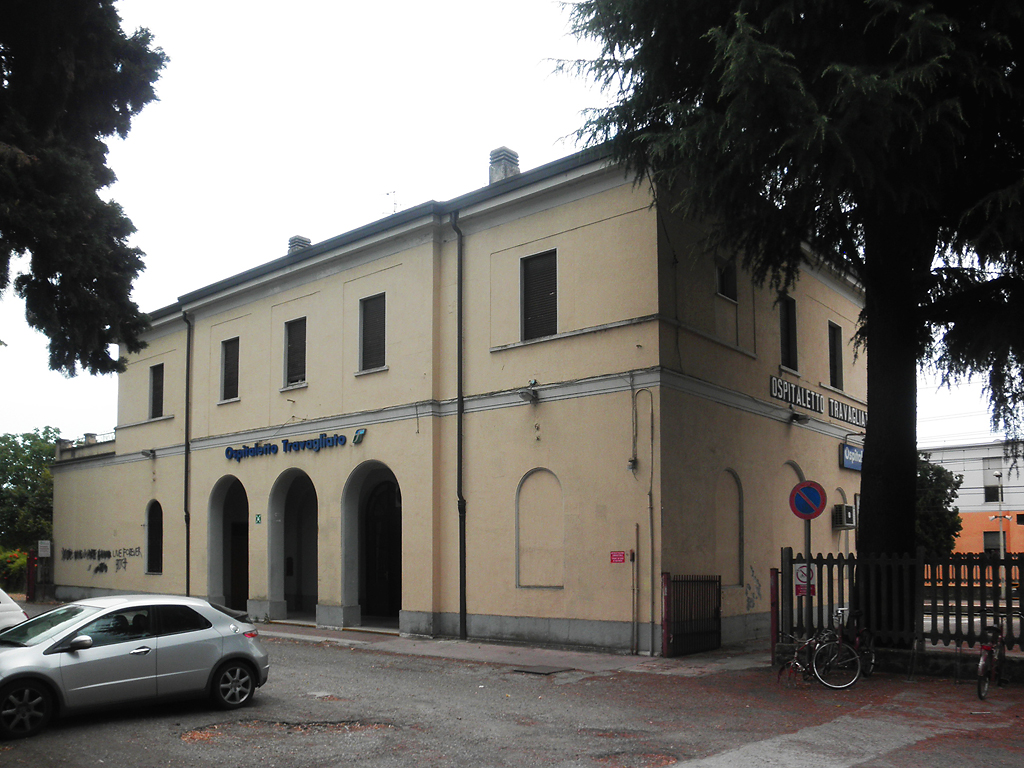
Station

## Demografie
Ospitaletto telt ongeveer 4913 huishoudens. Het aantal inwoners steeg in de periode 1991-2001 met 18,0% volgens cijfers uit de tienjaarlijkse volkstellingen van ISTAT.
| Jaar | Inwoneraantal |
| ---- | ------------- |
| 1991 | 9397          |
| 2001 | 11.086        |

## Geografie
Ospitaletto grenst aan de volgende gemeenten: Castegnato, Cazzago San Martino, Passirano, Travagliato.